# Орден Жеребця
Орден Жеребця (фр. Ordre de l'Étalon; до 2017 —  Національний орден Буркіна-Фасо, фр. Ordre national du Burkina Faso) — найвища державна нагорода Буркіна-Фасо.

## Статут
Орден було започатковано 6 серпня 1993 року для нагородження громадян Буркіна-Фасо за видатні заслуги в цивільній та військовій службі та професійній праці на користь нації. Орденом також можуть нагороджуватись іноземні громадяни. Після заснування нового ордена всіх кавалерів колишніх орденів Верхньої Вольти, Золотої зірки Нахурі та Смолоскипа Революції було визнано кавалерами нового ордена відповідних ступенів.
Великим магістром ордена є чинний президент країни.
Після реформи нагородної системи у вересні 2017 року Національний орден Буркіна-Фасо перейменований на Орден Жеребця, на честь одного зі символів країни.
Має 3 ступені та 2 ранги гідності.

## Ступені
Орден має п'ять класів:
 Кавалер Великого хреста (фр. Grand'croix) — знак на широкій стрічці через плече й зірка на лівому боці грудей;
 Великий офіцер (фр. Grand officier) — знак на стрічці з розеткою, на лівому боці грудей і зірка на правому боці грудей;
 Командор (фр. Commandeur) — знак на стрічці, що носиться на шиї;
 Офіцер (фр. Officier) — знак на стрічці з розеткою, що носиться на лівому боці грудей;
 Кавалер (фр. Chevalier) — знак на стрічці, що носиться на лівому боці грудей.

## Опис
Знаком ордена є п'ятикінцева зірка з обідком зеленої емалі, накладена на вінець із двох стебел проса. На променях знака розміщено зображення бутонів бавовни, що розкрились, білої емалі. В центрі лицьового боку знаку круглий зубчастий медальйон з широким обідком червоної емалі та зубцями білої емалі. В центральній частині медальйону — зображення голови коня. На обідку медальйону: в нижній частині — напіввінець з лаврових гілок, у верхній частині — напис «ORDRE NATIONAL». Зворотний бік знаку гладкий без емалей. В центрі зворотного боку опукле зображення герба Буркіна-Фасо, в верхній частині (на початках кукурудзяного вінця) — опуклий напис «ORDRE NATIONAL DU BURKINA FASO». До верхнього променя знаку кріпиться кільце для орденської стрічки.
Знак кавалера — посріблений, решти ступенів — позолочений.
Розміри знаків кавалерів та офіцерів — 42 мм, командорів і кавалерів Великого хреста — 60 мм.
Зірка ордена восьмикінцева з накладеним на центр знаком ордена великого розміру. Зірка Великого хреста — позолочена, Великого офіцера — срібна. Діаметр зірки — 90 мм.
Ланцюг ордена складається з 15 ланок, що чергуються: 7 медальйонів у вигляді державного герба Буркіна-Фасо та 8 медальйонів із зображенням основних видів трудової діяльності жителів Буркіна-Фасо. Центральна ланка ланцюга, до якої кріпиться знак ордена, є зображення герба Буркіна-Фасо. На зворотному боці медальйонів викарбовуються імена обраних президентів країни та дати їх правління.
Стрічка ордена з двох рівновеликих горизонтальних смуг червоного й зеленого кольорів. До стрічки офіцера кріпиться розетка діаметром 27 мм з такої ж стрічки. Ширина стрічки Великого хреста — 101 мм, решти ступенів — 37 мм. На стрічку в місці стику смуг кріпиться позолочена п'ятикінцева зірочка (на стрічці Великого хреста — діаметром 22 мм).